# Schmittensiepen
Schmittensiepen ist ein Ort in Radevormwald im Oberbergischen Kreis im nordrhein-westfälischen Regierungsbezirk Köln in Deutschland.

## Lage und Beschreibung

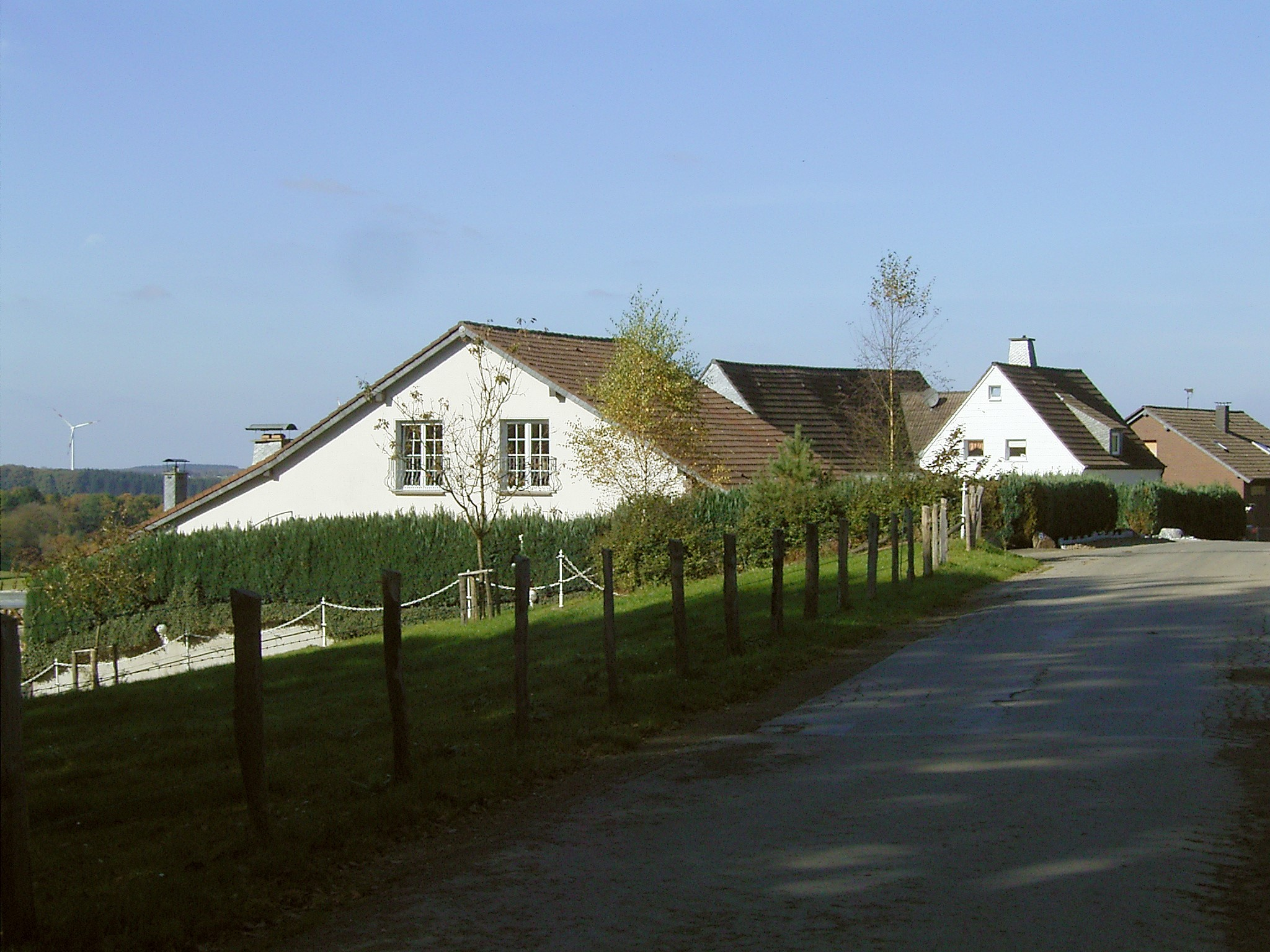
Wohnhäuser in Schmittensiepen

Schmittensiepen liegt im Osten von Radevormwald an einer von der Bundesstraße 229 in Eich abzweigenden und in Richtung Borbeck verlaufenden Nebenstraße. Nachbarorte sind Borbeck, Finkensiepen, Jägershaus, Köttershaus und Oberschmittensiepen.
Nahe der Ortschaft, an der Straße nach Finkensiepen, entspringt ein Nebenbach des in die Borbach mündenden Finkensiepens.
Politisch im Stadtrat von Radevormwald vertreten wird der Ort durch den Direktkandidaten des Wahlbezirks 180.

## Geschichte
Die historische Karte Topographische Aufnahme der Rheinlande von 1825 zeigt  die Örtlichkeit mit dem Namen „Schmittensiepen“.